# A denti stretti (Mondo Marcio)
A denti stretti è un singolo del rapper italiano Mondo Marcio, pubblicato il 25 marzo 2014 come primo estratto dal sesto album in studio Nella bocca della tigre.

## Descrizione
Settima traccia dell'album, A denti stretti è caratterizzato dalla presenza di un campionamento del brano di Mina Più di così, presente nell'album Catene (1984).

## Video musicale
Il videoclip, diretto da Stefano Lodovichi e girato a Berlino, è stato pubblicato il 25 marzo 2014, in concomitanza con il 74º compleanno di Mina.

## Tracce
1. A denti stretti – 3:55